# Flaga Nauru

Dokładne wymiary flagi.

Flaga Nauru – prostokątna, niebieska z poziomym, żółtym pasem przechodzącym przez środek flagi, pod nim 12-ramienna, biała gwiazda. Została przyjęta 31 stycznia 1968. Proporcje flagi wynoszą 1:2.

## Symbolika
Błękit symbolizuje bezkresne przestrzenie Oceanu Spokojnego, pas pośrodku – równik (żółty), biały – kolor fosforytów, największego bogactwa wyspy, gwiazda – położenie wyspy tuż na południe od równika. Dwunastoramienna gwiazda symbolizuje dwanaście pierwotnych plemion zamieszkujących Nauru. Umiejscowienie gwiazdy odnosi się do położenia samej wyspy – jeden stopień geograficzny od równika.